# 邱庆枫事件
邱庆枫事件指2000年5月发生在中华人民共和国北京市的北京大学学生邱庆枫被害案，及由此引发的北京大学、清华大学等在京高校学生悼念及抗议活动。抗议事件以北京大学校方让步及邱庆枫追悼会在北京大学举行而落幕，但案件本身一直没有侦破，而成为一樁悬案。

## 背景
位于昌平区十三陵镇西山口的北京大学昌平校区，始建于1960年代，老北大人称之为“200号”。1989年六四事件后，奉上级命令，北大开始每年组织其本科新生先军训一年，于是1989年北大本部实际没有新生入学。1993年，新生军训取消，因而北大1992级、1993级合并上课。北大为此将1993级的招生规模几乎减半，但宿舍和教室依然十分紧张。于是北大从1994年启用昌平校区，此后文科一年级新生安排在昌平校区学习一年。但截至2000年，北京大学昌平校区门口并没有公共交通，且晚间无路灯。昌平校区的安全问题一直令人担心，在邱庆枫事件之前，北大已经作出决定，从2000级开始，文科新生将不再去昌平校区上课。邱案却正在离2000年暑假不到两个月的时候发生。

## 命案
邱庆枫，女，1980年11月生，四川绵竹人，北京大学政治学与行政管理系1999级学生。2000年5月19日在北京大学海淀校区参加转系考试，之后去清华大学拜访同学，未见到，晚上独自返回位于郊区的昌平校区途中遭强奸未遂并杀害。

## 抗议

### 起因
昌平校区学生想为邱庆枫开追悼会，但校方因事近六月敏感时期将案件定性为“校外发生的普通刑事案件”，结果引起学生愤怒和抗议。

### 过程
北京大学学生在校内BBS上纪念逝者并声讨校方，指责昌平校区安全问题早就突出，校方管理不善是引致惨剧发生的重要因素。讨论迅速升级为行动，23日上午开始，大量学生聚集到三角地搭起简易灵堂举行悼念活动。北大和清华的BBS上群情激奋，抨击校方，并发起悼念游行的倡议。至晚上十点有上千名学生胸带白花手持蜡烛沿校园进行烛光游行。有约200名清华学生也进入北大参加了悼念活动。一些其他高校的学生在各地举行了小型悼念活动，更多的人在网上进行悼念，声援北大学生的行动。23点后超过500名学生游行至办公楼前，喊口号要求校方道歉，部分校领导出现与学生对话。对话一直持续到次日凌晨3:30。
24日11点，北大未名BBS站方发表《致北大全体师生》，总结并重申学生向校方提出的组织悼念活动、改进内部管理、加强校区交通、建立沟通渠道等四点要求。下午学生继续在办公楼前静坐。5点北大校长许智宏会见了学生代表，会后许智宏通过全校广播发出回应，答应学生于25日组织悼念活动，并表示接受学生对管理工作和学生生活方面的问题提出的意见和批评。

### 落幕
5月25日邱庆枫追悼会在北大海淀校区举行，31日遗体在昌平火化，其后事件慢慢平息。

## 后续
此间据说香港文汇报曾报道说邱庆枫事件引起了国务院重视，令北京市公安局成立专案组追查凶手。后亦有外电传已获凶手线索，但始终未见破案报道，凶手一直逍遙法外。北大昌平校区事后不再安排一年级新生入住。
此后十数年网络上年年可见纪念文章。